# Szabolcska Mihály
Szabolcska Mihály (Tiszakürt, 1861. szeptember 30. – Temesvár, 1930. október 31.) református lelkész, költő, a Magyar Tudományos Akadémia tiszteleti tagja. Fia Szabolcska László (1897–1957) irodalomtörténész volt.

## Életpályája
Szaboltska Gábor és Jójárt Lídia fiaként született, 1863. október 3-án keresztelték Tiszakürtön. Középiskoláit Kecskeméten (1874–1878) és Szarvason (1878–1882) végezte el. Debrecenben teológiát végzett 1886-ban. Három évig (1886-1889) esküdt-felügyelő, egy évig (1889–1890) senior volt Debrecenben, majd 1890-1892 között Genfben és Párizsban tanult. 1891-ben tűnt fel a Fővárosi Lapokban négy versével. 1892-től marosfelfalusi, 1899 januárja és 1928 között temesvári református lelkész volt. 1895-ben házasságot kötött etédi Korondy Etelkával. 1903-ban Szentkláray Jenő történészt nagypréposttal közösen alapította meg a temesvári Arany János Társaságot, melynek húsz éven keresztül volt az elnöke. 1903-ban az ő kezdeményezésére alakult meg a Temesvári Magyar Dalárda is. Az 1910-es években Raffay Sándorral közösen szerkesztette a Protestáns Árvaházi Képes Naptárat.
1914-ben megválasztották a Tiszántúli Egyházkerület tanácsbírájává, majd 1917-ben zsinati rendes taggá, 1920-ban pedig a Bánáti Református Egyházmegye esperese lett. A debreceni püspöki székre is jelölték több alkalommal, az 1920-as években pedig az újonnan alakított Királyhágómelléki Egyházkerület püspökjelöltjei között is szerepelt.
Az első világháborút követően már nem volt aktív résztvevője az erdélyi irodalmi életnek.
1919 után nyilatkozataival és költeményeivel is megpróbálkozott azzal, hogy a Bánság magyarságát a szülőföldjén való maradásra késztesse, a trianoni békeszerződés után a magyar intézmények megtartása és létrehozása érdekében minden erejét latba vetette. Nagy Károly erdélyi püspökkel együtt több ízben is Bukarestbe látogatott, ahol szabadkőműves kapcsolatait felhasználva a minisztériumokban megkísérelt egyháza és a Romániában maradt magyar reformátusság érdekében eljárni. A bukaresti román lapok megkeresésére élesen bírálta és elítélte az Anghelescu-féle magyar- és egyházellenes iskolatörvényt. Tevékenyen részt vett a Királyhágómelléki Református Egyházkerület létrehozásában is.
1922-ben Temesvárott kezdeményezte az Országos Magyar Párt városi és a Temes-Torontál megyei szervezeteinek életrehívását, az első gyűléseket a református parókián tartották. Szabolcska elnökletével alakult meg hivatalosan 1922. december 10-én a gyárvárosi Gyárudvarban az Országos Magyar Párt temesvári, illetve Temes-Torontál megyei tagozata. Az alakuló ülést 1922. december 28-ára Kolozsvárra hívták össze, ahol báró Ambrózy Andorral együtt országos alelnökké választották.
Versei a Képes Futárban jelentek meg. Publikált a két világháború közt a temesvári Jövendő, a Kolozsváron újra megjelent Kis Tükör című folyóiratban is. A lelkészi szolgálattól 1926-ban vonult vissza, ekkor megkapta az örökös esperesi címet. 1928-tól Budapesten élt.
A Kisfaludy Társaság 1899. február 1-jén választotta tagjai sorába, 1929. május 1-jétől haláláig a társaság titkára volt. 1908. április 30-án a Magyar Tudományos Akadémia levelező, majd 1926-ban tiszteleti tagja lett.
1930-ban temesvári híveihez érkezett látogatóba, amikor a reformáció emlékünnepének napján, október 31-én álmában érte a halál. Neje három évvel élte túl, 1933. június 6-án, 56 éves korában hunyt el Budapesten.

## Munkássága
A nép-nemzeti költészet kései képviselője, konzervatív, vidékies, lírikus. Versei tudatosan egyszerű, dallamos formában idillként eszményítik a falu csendes, igénytelen és – szerinte – ezért gondtalan világát. Tematikáját tudatosan szűkíti le a privát szféra érzelmes részére és a hétköznapok vidéki örömeire. Témájában alig tud túllépni privát szféráján. Verseit több nyelvre lefordították. A Nyugat köre Petőfi-epigonnak tartotta, Ady Endre „Költőcske Mihály”-nak nevezte, Karinthy Frigyes paródiát írt róla az Így írtok ti című művében.
Szobra (Morvai Mihály alkotása) a tiszakécskei református templom előtt áll.

## Művei
- Időtöltésül (prózai dolgozatok, 1890)
- Költemények; Csokonai Kör, Debrecen, 1891
- Hangulatok. Költemények; Singer-Wolfner, Bp., 1894
- A mai napról. Márczius 15-én; Burghárdt Ny., Szászrégen, 1894
- Versek; Lampel, Bp., 1898 (Magyar könyvtár)
- Újabb versek (1898)
- Szabad órák (költemények, 1901)
- Áhitat, szeretet. Vallásos és családias költemények; Hornyánszky Ny., Bp., 1902 (Házi Kincstár)
- Csendes dalok. Költemények; Singer-Wolfner, Bp., 1904
- A magam ösvényén (1907)
- Dalok hazulról és egyéb versek; Singer-Wolfner, Bp., 1911
- Dalok hazulról és egyéb versek; 2. bőv. kiad.; Singer-Wolfner, Bp., 1911
- Csendes dalok; 2., bőv. kiad.; Singer-Wolfner, Bp., 1911
- Szívem szerint. Versek. 1912–1915; Singer-Wolfner, Bp., 1916
- Válogatott versek (válogatott versek, 1918)
- Eszmények, álmok. Versek; Helicon Ny., Timişoara, 1921
- Összes költeményeiből (1921)
- Válogatott versek könyve (válogatott versek, 1922)
- Isten közelében. Vallásos és családias hangulatú költemények; Sylvester, Tahitótfalu, 1928
- Őseim nyomán. Költemények; MTA, Bp., 1928
- Gyöngyszemek Szabolcska Mihály verseiből; Országos Református Szeretetszövetség, Bp., 1939 (Népbarát)
- Szabolcska Mihály válogatott munkái; szerk., életrajz Tamás Andrásné; magánkiadás, Bp., 2001

## Díja
- Corvin-koszorú (1930)

## Képtár
- Háborús versek könyve (1916)
- Költemények (1900-as évek eleje)
- Szabolcska Mihály szülőháza helyén álló emlékoszlop és tábla a 44-es főút mentén Tiszakürt és Cserkeszőlő között
- Szabolcska Mihály sírja Budapesten. Kerepesi temető: 47/1-1-2. Horvay János alkotása
- Az emlékoszlopon elhelyezett tábla